# Budelli
Budelli est une île de l'archipel de La Maddalena, située sur le territoire de la commune de La Maddalena, tout au nord de la Sardaigne, près des Bouches de Bonifacio. Elle constitue, avec les autres îles de l'archipel, le parc national de l'archipel de La Maddalena,.

## Géographie
Budelli se trouve à quelques centaines de mètres au sud des îles de Razzoli et de Santa Maria, séparée d'elles par le chenal Chiecca di Morto. Elle a une superficie de 1,6 km2, un développement côtier de 12,3 km et culmine à 87 m d'altitude au Monte Budello. Elle est considérée comme une des plus belles îles de la Méditerranée avec notamment sa célèbre plage de « sable rose ».
Depuis 1998, le site est hautement protégé, les embarcations devant rester à une distance d'au moins 300 mètres du rivage. L'île n'a compté depuis 1989 qu'un seul habitant permanent : son gardien, Mauro Morandi, finalement expulsé en avril 2021.

### Plage rose
Budelli est connue en particulier pour sa plage rose (Spiaggia rosa), située au sud-est de l'île, au fond d'une anse appelée Cala di Roto. Son sable doit sa couleur rosée à la présence de particules calcaires issues de colonies de Myriapora truncata (ou « faux corail ») et de Miniacina miniacea, des foraminifères qui accompagnent les rhizomes de Posidonia oceanica.

Le cinéaste Michelangelo Antonioni a rendu célèbre ce site unique en son genre en y tournant des scènes oniriques de son film Le Désert rouge en 1963. Ayant décroché le Lion d'Or du meilleur film à la Mostra de Venise de 1964, la plage a par la suite attiré des milliers de touristes, mettant en danger l'écosystème du site. Depuis 1994, année de la création du parc national de La Maddalena, l'accès à la plage est totalement interdit.

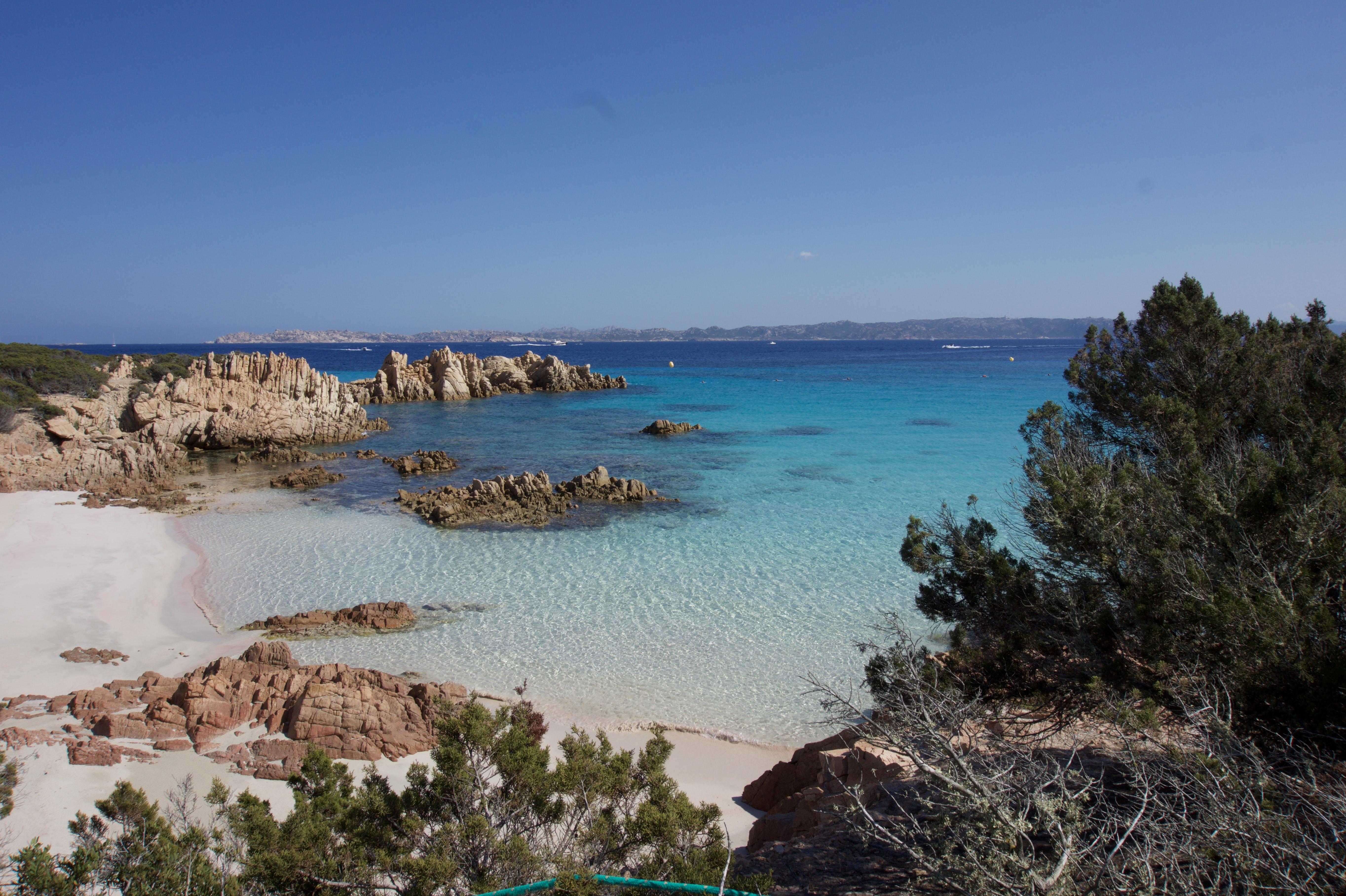
La plage rose.
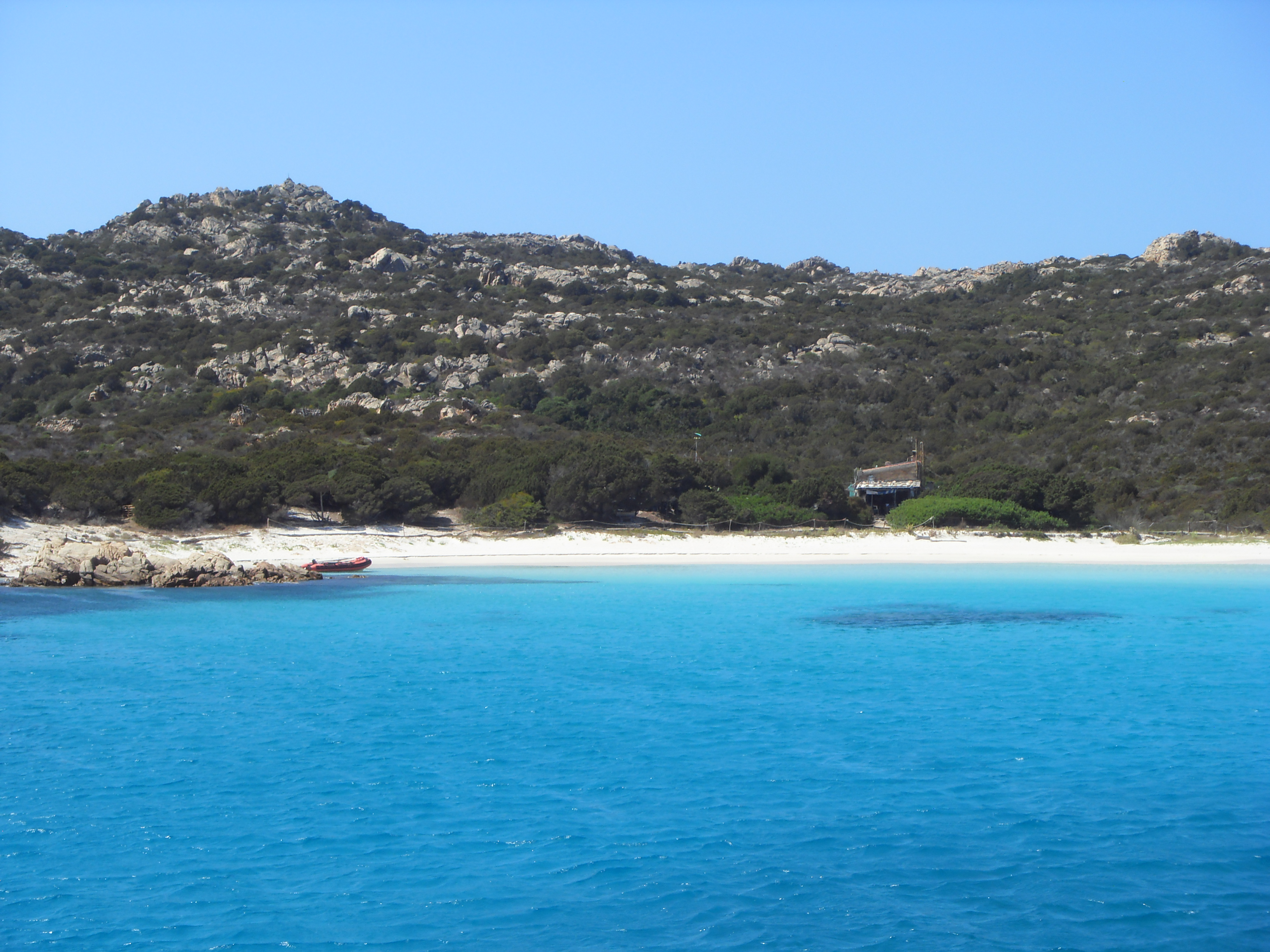
La plage vue de la mer.

## Histoire
Les îles, connues des Romains sous le nom d'Insulae Cuniculariae étaient probablement habitées à l'époque préhistorique, étant situées sur la route de l'obsidienne reliant la Sardaigne à la Toscane via la Corse. Des fouilles ont mis au jour des fragments d'un kylix attique à figures rouges décoré de grappes et feuilles de vigne, remontant au Ve siècle av. J.-C.

### Bataille de propriété
En février 2013, la compagnie privée propriétaire de l'île a déposé son bilan, ce qui a entraîné une vente aux enchères. Celle-ci a été remportée pour 2,94 millions d'euros par le banquier néo-zélandais Michael Harte, directeur général de la Commonwealth Bank of Australia. La nouvelle a soulevé un vif émoi en Italie. En novembre 2013, le Sénat italien a voté une ligne budgétaire extraordinaire de 3 millions d'euros pour permettre à l'État d'exercer son droit de préemption sur ce patrimoine national pour le restituer au domaine public afin d'en transférer la propriété à l'établissement public gérant le parc national de La Maddalena.
En avril 2015, le Conseil d'État italien a annulé cette décision, considérant qu'en l'absence d'une base légale pour cette expropriation elle était contraire à la jurisprudence constante de la Cour européenne des droits de l'homme, et a en conséquence confirmé Michael Harte comme propriétaire privé de l'île, celle-ci devant cependant rester assujettie aux règles très strictes de protection environnementale appliquées dans le parc de La Maddalena.
Mais finalement le 17 mai 2016, le tribunal compétent de Tempio tranche le conflit en attribuant définitivement la propriété de l'île au parc national, et donc à l'État via son domaine public.